# Shejitan
Shejitan, eller Jord- och spannmålsaltaret (先农坛, Shèjìtán) är ett historiskt altare i Peking i Kina.
Altaret uppfördes år 1420 under Mingdynastin och ligger precis utanför den Förbjudna staden strax nordväst om Himmelska fridens torg i Zhongshanparken (中山公园). Under Ming- och Qingdynastin användes templet för offer till guden för jord och spannmål.. Regelbundna ceremonierna hölls här av kejsaren under årets andra och åttonde månad..
Altaret är en 1 m hög kvadratiskt plattform av marmor. På plattformen finns jord av olika fem färger som representerar kejsaren och landets jordbruksmarker i de olika väderstrecken. Blått åt öster, rött i söder, vitt i väster, svart i norr och gult i mitten.
Precis norr om altaret ligger Zhongshansalen som uppfördes 1421 och var kejsarens viloplats vid ceremonierna kring altaret. Zhongshansalen är i dag en minnessal för Sun Yat-sen. Runt altaret finns från år 1914 en allmän park, vilket är den äldsta i centrala Peking